# Oznaki specjalistów marynarki wojennej
Oznaki specjalistów marynarki wojennej – zostały wprowadzone do użycia w latach 1970 i 1973.  Prawo ich noszenia przysługiwało żołnierzom zawodowym oraz podoficerom i szeregowym zasadniczej służby wojskowej. Stanowiły one zewnętrzną formę wyróżniającą tych żołnierzy. Rysunki poszczególnych oznak przedstawiały charakterystyczne symbole broni lub znaków wojskowych występujących w danym rodzaju wojsk i służb.  Posiadały one 4 klasy: 3, 2, 1 i Mistrzowską. Tłoczone były z tworzywa sztucznego barwy czerwonej i żółtej na miękkich podkładkach koloru czarnego o średnicy 70 mm.
Zgodnie z Rozporządzeniem Ministra Obrony Narodowej z dnia 30 grudnia 2020 r. zmieniające rozporządzenie w sprawie rodzajów, zestawów i wzorów oraz noszenia umundurowania i oznak wojskowych przez żołnierzy zawodowych i żołnierzy pełniących służbę kandydacką obecnie oznaki specjalistów są wyłącznie koloru czerwonego na czarnym tle.

## Sposób noszenia
Sposób noszenia oznak specjalistów na mundurze przedstawia poniższa ilustracja

## Oznaki klas specjalistów marynarki wojennej
Od 11 czerwca 2022 roku zgodnie z rozporządzeniem Ministra Obrony Narodowej w sprawie noszenia umundurowania przez żołnierzy nie przewiduje się umieszczania na rękawie oznaki klasy specjalistów marynarki wojennej.
| Oznaka klasy w okresie PRL | Oznaka klasy zgodnie z Dz.U. z 2015 r. poz. 173 | Oznaka klasy zgodnie z Dz.U. z 2021 r. poz. 1127 | Opis              |
|                            |                                                 |                                                  | Klasa trzecia     |
|                            |                                                 |                                                  | Klasa druga       |
|                            |                                                 |                                                  | Klasa pierwsza    |
|                            |                                                 |                                                  | Klasa mistrzowska |

## Oznaki specjalistów marynarki wojennej
| Oznaka marynarzy zasadniczej służby wojskowej | Oznaka marynarzy zawodowych | Opis                                                                               |
| --------------------------------------------- | --------------------------- | ---------------------------------------------------------------------------------- |
|                                               |                             | artylerzysta nadbrzeżny                                                            |
|                                               |                             | artylerzysta okrętowy                                                              |
|                                               |                             | chemik                                                                             |
|                                               |                             | elektryk                                                                           |
|                                               |                             | hydroakustyk                                                                       |
|                                               |                             | kierowca samochodowy                                                               |
|                                               |                             | mechanik lotniczy                                                                  |
|                                               |                             | mechanik samochodowy Nie widnieje w rozporządzeniu: Dz.U. z 2015 r. poz. 173       |
|                                               |                             | mechanik uzbrojenia lotniczego                                                     |
|                                               |                             | miernik                                                                            |
|                                               |                             | miner                                                                              |
|                                               |                             | motorzysta-drenażysta                                                              |
|                                               |                             | nurek                                                                              |
|                                               |                             | operator radiolokacji                                                              |
|                                               |                             | orkiestrant                                                                        |
|                                               |                             | pokładowy                                                                          |
|                                               |                             | radiotelegrafista                                                                  |
|                                               |                             | sanitariusz                                                                        |
|                                               |                             | saper                                                                              |
|                                               |                             | sternik                                                                            |
|                                               |                             | strażak                                                                            |
|                                               |                             | strzelec                                                                           |
|                                               |                             | sygnalista                                                                         |
|                                               |                             | administracja                                                                      |
|                                               |                             | służba topograficzna                                                               |
|                                               |                             | służba zdrowia                                                                     |
|                                               |                             | kulturalno-oświatowy                                                               |
|                                               |                             | służba kwatermistrzowska                                                           |
|                                               |                             | służba zakwaterowania i budownictwa wojskowego                                     |
|                                               |                             | telefonista-telegrafista                                                           |
|                                               |                             | torpedysta                                                                         |
|                                               |                             | Wojskowa Służba Wewnętrzna Nie widnieje w rozporządzeniu: Dz.U. z 2015 r. poz. 173 |
|                                               |                             | Wojskowa Służba Wewnętrzna Nie widnieje w rozporządzeniu: Dz.U. z 2015 r. poz. 173 |